# شهرستان نیژنوارتوفسکی
شهرستان نیژنوارتوفسکی (به لاتین: Nizhnevartovsky District) یک شهرستان در روسیه است که در ناحیه خودگردان خانتی-مانسی واقع شده‌است.